# Fußballclub Bayer 05 Uerdingen 1981-1982
Questa voce raccoglie le informazioni riguardanti il Fußballclub Bayer 05 Uerdingen nelle competizioni ufficiali della stagione 1981-1982.

## Stagione
Nella stagione 1981-1982 il Bayer Uerdingen, allenato da Werner Biskup, concluse il campionato di 2. Bundesliga al 12º posto. In Coppa di Germania il Bayer Uerdingen fu eliminato al primo turno dal Bayreuth.

## Rosa
| N. |                        | Ruolo | Calciatore          |
| -- | ---------------------- | ----- | ------------------- |
|    | Germania (bandiera)    | P     | Hans Dotzler        |
|    | Germania (bandiera)    | P     | Paul Hesselbach     |
|    | Germania (bandiera)    | D     | Norbert Brinkmann   |
|    | Germania (bandiera)    | D     | Werner Buttgereit   |
|    | Germania (bandiera)    | D     | Egon Köhnen         |
|    | El Salvador (bandiera) | D     | Jaime Rodríguez     |
|    | Germania (bandiera)    | D     | Michael Schuhmacher |
|    | Germania (bandiera)    | D     | Peter Schwarz       |
|    | Germania (bandiera)    | D     | Werner Steeger      |
|    | Germania (bandiera)    | D     | Ludger van de Loo   |
|    | Germania (bandiera)    | D     | Michael van de Loo  |

| N. |                      | Ruolo | Calciatore           |
| -- | -------------------- | ----- | -------------------- |
|    | Germania (bandiera)  | C     | Klaus Brand          |
|    | Germania (bandiera)  | C     | Norbert Hofmann      |
|    | Germania (bandiera)  | C     | Sascha Jusufi        |
|    | Germania (bandiera)  | C     | Hans-Günther Plücken |
|    | Germania (bandiera)  | C     | Franz Raschid        |
|    | Germania (bandiera)  | C     | Herbert Zimmer       |
|    | Germania (bandiera)  | A     | Horst Feilzer        |
|    | Germania (bandiera)  | A     | Rainer Frömberg      |
|    | Germania (bandiera)  | A     | Peter Loontiens      |
|    | Finlandia (bandiera) | A     | Seppo Pyykkö         |
|    | Germania (bandiera)  | A     | Waldemar Steubing    |

## Organigramma societario
Area tecnica
- Allenatore: Werner Biskup
- Allenatore in seconda:
- Preparatore dei portieri:
- Preparatori atletici:

## Calciomercato

### Sessione estiva
| Acquisti | Acquisti          | Acquisti              | Acquisti |
| R.       | Nome              | da                    | Modalità |
| -------- | ----------------- | --------------------- | -------- |
| A        | Peter Loontiens   | Borussia M'gladbach   |          |
| C        | Sascha Jusufi     | Schalke 04 (juniores) |          |
| D        | Werner Buttgereit | RW Oberhausen         |          |
| A        | Horst Feilzer     | Osnabrück             |          |
| D        | Egon Köhnen       | Fortuna Düsseldorf    |          |
| D        | Jaime Rodríguez   | Alianza               |          |

| Cessioni | Cessioni              | Cessioni           | Cessioni |
| R.       | Nome                  | a                  | Modalità |
| -------- | --------------------- | ------------------ | -------- |
| A        | Heinz-Werner Eggeling | Borussia Dortmund  |          |
| C        | Peter Ehmke           | Horst Emscher      |          |
| A        | Sigfried Held         | Schalke 04         |          |
| A        | Ralf Heym             | Bocholt            |          |
| A        | Ludger Kanders        | Fortuna Düsseldorf |          |
| A        | Jan Mattsson          | Öster              |          |

### Sessione invernale
| Acquisti | Acquisti            | Acquisti       | Acquisti |
| R.       | Nome                | da             | Modalità |
| -------- | ------------------- | -------------- | -------- |
| D        | Michael Schuhmacher | Kaiserslautern |          |

| Cessioni | Cessioni | Cessioni | Cessioni |
| R.       | Nome     | a        | Modalità |
| -------- | -------- | -------- | -------- |

## Risultati

### 2. Bundesliga

#### Girone di andata
| Arbitro: | Ermer |

|                      |           |  |
| Linz 44’ Schwehr 74’ | Marcatori |  |

| Arbitro: | Horstmann |

|            |           |  |
| Zimmer 38’ | Marcatori |  |

| Arbitro: | Hontheim |

|                                           |           |  |
| Korlatzki 40’ Makan 49’ Sebert 79’ (rig.) | Marcatori |  |

| Arbitro: | Wippker |

|                                   |           |                          |
| Feilzer 19’ Hofmann 71’ Brand 77’ | Marcatori | 32’ Schmitz 71’ Sommerer |

| Arbitro: | Malbranc |

|                    |           |  |
| Neumann 67’ (rig.) | Marcatori |  |

| Arbitro: | Wiesel |

|                                                        |           |             |
| Schwarz 2’ Feilzer 53’ (rig.) Frömberg 83’ Hofmann 87’ | Marcatori | 78’ Schmieh |

| Arbitro: | Sahner |

|                        |           |                        |
| Schaub 54’ Metzler 59’ | Marcatori | 57’ Hofmann 63’ de Loo |

| Arbitro: | Linn |

|                                     |           |          |
| Frömberg 7’ Plücken 19’ Raschid 89’ | Marcatori | 51’ Mohr |

| Arbitro: | Waltert |

|                            |           |             |
| Werres 2’, 83’ Mödrath 16’ | Marcatori | 53’ Feilzer |

| Arbitro: | Zimmermann |

|                         |           |          |
| Feilzer 50’ Hofmann 82’ | Marcatori | 77’ Benz |

| Arbitro: | Barnick |

|                      |           |            |
| Kempa 42’ Traser 58’ | Marcatori | 25’ de Loo |

| Arbitro: | Jupe |

|             |           |            |
| Hofmann 35’ | Marcatori | 88’ Herget |

| Arbitro: | Eli |

|                                                                            |           |                |
| Dreher 27’ Täuber 49’, 56’, 75’ (rig.) Merkle 81’ Steinkirchner 88’ (rig.) | Marcatori | 67’ Buttgereit |

| Krefeld 31 ottobre 1981, ore 15:00 CET 14ª giornata | Bayer Uerdingen | 0 – 0 referto | Schalke 04 | Grotenburg Stadion (15 000 spett.)\| Arbitro: \| Michel \| |
| Arbitro:                                            | Michel          |               |            |                                                            |

| Krefeld 7 novembre 1981, ore 15:00 CET 15ª giornata | Bayer Uerdingen | 0 – 0 referto | Wattenscheid 09 | Grotenburg Stadion (3 000 spett.)\| Arbitro: \| Glaw \| |
| Arbitro:                                            | Glaw            |               |                 |                                                         |

| Arbitro: | Heitmann |

|                             |           |              |
| Kutzop 35’ (rig.) Höfer 88’ | Marcatori | 38’ Frömberg |

| Arbitro: | Horeis |

|                                             |           |                      |
| Feilzer 19’ Frömberg 68’ (rig.) Raschid 72’ | Marcatori | 13’ Sidka 24’ Strack |

| Arbitro: | Klauser |

|           |           |  |
| Fagot 32’ | Marcatori |  |

| Krefeld 19 dicembre 1981, ore 15:00 CET 19ª giornata | Bayer Uerdingen | 0 – 0 referto | Union Solingen | Grotenburg Stadion (3 000 spett.)\| Arbitro: \| Brehm \| |
| Arbitro:                                             | Brehm           |               |                |                                                          |

#### Girone di ritorno
| Arbitro: | Linn |

|                                           |           |            |
| Schuhmacher 52’ Loontiens 88’ Raschid 90’ | Marcatori | 54’ Schulz |

| Arbitro: | Reichmann |

|  |           |           |
|  | Marcatori | 9’ Zimmer |

| Arbitro: | Osmers |

|                                         |           |            |
| Frömberg 16’ Steubing 44’ Loontiens 84’ | Marcatori | 68’ Walter |

| Arbitro: | Tritschler |

|  |           |                                  |
|  | Marcatori | 23’ Steubing 43’ (rig.) Frömberg |

| Arbitro: | Dellwing |

|                                    |           |                                    |
| Hofmann 2’ Raschid 55’ Schwarz 63’ | Marcatori | 31’ Schatzschneider 88’ Eðvaldsson |

| Worms 27 febbraio 1982, ore 15:00 CET 25ª giornata | Wormatia Worms | 0 – 0 referto | Bayer Uerdingen | Wormatia-Stadion (1 800 spett.)\| Arbitro: \| Schmidhuber \| |
| Arbitro:                                           | Schmidhuber    |               |                 |                                                              |

| Arbitro: | Kautschor |

|                        |           |                       |
| Raschid 35’ de Loo 81’ | Marcatori | 21’ (aut.) Buttgereit |

| Berlino 13 marzo 1982, ore 15:00 CET 27ª giornata | Hertha Berlino | 0 – 0 referto | Bayer Uerdingen | Stadio Olimpico (17 500 spett.)\| Arbitro: \| Zimmermann \| |
| Arbitro:                                          | Zimmermann     |               |                 |                                                             |

| Arbitro: | Luca |

|             |           |               |
| Raschid 48’ | Marcatori | 82’ Hanschitz |

| Arbitro: | Hontheim |

|                              |           |  |
| Piller 25’ (rig.) Birner 90’ | Marcatori |  |

| Arbitro: | Meijerink |

|                                             |           |                |
| Frömberg 40’ (rig.), 81’ Feilzer 45’ (rig.) | Marcatori | 73’ Frohnapfel |

| Arbitro: | Glaw |

|             |           |                        |
| Metzger 10’ | Marcatori | 77’ Zimmer 88’ Hofmann |

| Krefeld 17 aprile 1982, ore 15:00 CEST 32ª giornata | Bayer Uerdingen | 0 – 0 referto | Kickers Stoccarda | Grotenburg Stadion (6 000 spett.)\| Arbitro: \| Barnick \| |
| Arbitro:                                            | Barnick         |               |                   |                                                            |

| Arbitro: | Schraivogel |

|                            |           |                    |
| Janzon 22’, 28’ Kügler 68’ | Marcatori | 60’ (rig.) Feilzer |

| Arbitro: | Osmers |

|              |           |  |
| Wulfmeier 3’ | Marcatori |  |

| Arbitro: | Niebergall |

|                           |           |                               |
| Raschid 20’ Loontiens 40’ | Marcatori | 83’ (rig.), 86’ (rig.) Kutzop |

| Arbitro: | Ahlenfelder |

|                                                           |           |            |
| Schreml 7’, 11’ Völler 7’, 88’ (rig.) Senzen 65’ Waas 83’ | Marcatori | 80’ Köhnen |

| Arbitro: | Wippker |

|  |           |                                          |
|  | Marcatori | 19’, 85’ Bittner 33’, 55’ (rig.) Lehmann |

| Arbitro: | Uhlig |

|          |           |  |
| Lenz 29’ | Marcatori |  |

### Coppa di Germania
| Arbitro: | Föckler |

|                                     |           |             |
| Sommerer 7’, 90’ Schmitz 13’ (rig.) | Marcatori | 58’ Hofmann |

## Statistiche

### Statistiche di squadra
| Competizione      | Punti | In casa | In casa | In casa | In casa | In casa | In casa | In trasferta | In trasferta | In trasferta | In trasferta | In trasferta | In trasferta | Totale | Totale | Totale | Totale | Totale | Totale | DR  |
| Competizione      | Punti | G       | V       | N       | P       | Gf      | Gs      | G            | V            | N            | P            | Gf           | Gs           | G      | V      | N      | P      | Gf     | Gs     | DR  |
| ----------------- | ----- | ------- | ------- | ------- | ------- | ------- | ------- | ------------ | ------------ | ------------ | ------------ | ------------ | ------------ | ------ | ------ | ------ | ------ | ------ | ------ | --- |
| 2. Bundesliga     | 38    | 19      | 11      | 7       | 1       | 34      | 21      | 19           | 3            | 3            | 13           | 13           | 36           | 38     | 14     | 10     | 14     | 47     | 57     | -10 |
| Coppa di Germania | -     | 0       | 0       | 0       | 0       | 0       | 0       | 1            | 0            | 0            | 1            | 1            | 3            | 1      | 0      | 0      | 1      | 1      | 3      | -2  |
| Totale            | 38    | 19      | 11      | 7       | 1       | 34      | 21      | 20           | 3            | 3            | 14           | 14           | 39           | 39     | 14     | 10     | 15     | 48     | 60     | -12 |

### Andamento in campionato
| Giornata  | 1  | 2  | 3  | 4  | 5  | 6  | 7  | 8 | 9  | 10 | 11 | 12 | 13 | 14 | 15 | 16 | 17 | 18 | 19 | 20 | 21 | 22 | 23 | 24 | 25 | 26 | 27 | 28 | 29 | 30 | 31 | 32 | 33 | 34 | 35 | 36 | 37 | 38 |
| --------- | -- | -- | -- | -- | -- | -- | -- | - | -- | -- | -- | -- | -- | -- | -- | -- | -- | -- | -- | -- | -- | -- | -- | -- | -- | -- | -- | -- | -- | -- | -- | -- | -- | -- | -- | -- | -- | -- |
| Luogo     | T  | C  | T  | C  | T  | C  | T  | C | T  | C  | T  | C  | T  | C  | C  | T  | C  | T  | C  | C  | T  | C  | T  | C  | T  | C  | T  | C  | T  | C  | T  | C  | T  | T  | C  | T  | C  | T  |
| Risultato | P  | V  | P  | V  | P  | V  | N  | V | P  | V  | P  | N  | P  | N  | N  | P  | V  | P  | N  | V  | V  | V  | V  | V  | N  | V  | N  | N  | P  | V  | V  | N  | P  | P  | N  | P  | P  | P  |
| Posizione | 18 | 13 | 19 | 13 | 16 | 11 | 12 | 8 | 13 | 11 | 11 | 12 | 14 | 14 | 14 | 14 | 11 | 13 | 13 | 12 | 10 | 10 | 9  | 6  | 7  | 6  | 7  | 7  | 10 | 8  | 7  | 7  | 8  | 8  | 9  | 10 | 11 | 12 |

Legenda:

Luogo: C = Casa; T = Trasferta. Risultato: V = Vittoria; N = Pareggio; P = Sconfitta.

### Statistiche dei giocatori
| Giocatore      | 2. Bundesliga | 2. Bundesliga | 2. Bundesliga | 2. Bundesliga | Coppa di Germania | Coppa di Germania | Coppa di Germania | Coppa di Germania | Totale   | Totale | Totale      | Totale     |
| Giocatore      | Presenze      | Reti          | Ammonizioni   | Espulsioni    | Presenze          | Reti              | Ammonizioni       | Espulsioni        | Presenze | Reti   | Ammonizioni | Espulsioni |
| -------------- | ------------- | ------------- | ------------- | ------------- | ----------------- | ----------------- | ----------------- | ----------------- | -------- | ------ | ----------- | ---------- |
| K. Brand       | 5             | 1             | 1             | 0             | 0                 | 0                 | 0                 | 0                 | 5        | 1      | 1           | 0          |
| N. Brinkmann   | 36            | 0             | 9             | 0             | 1                 | 0                 | 0                 | 0                 | 37       | 0      | 9           | 0          |
| W. Buttgereit  | 21            | 1             | 1             | 0             | 1                 | 0                 | 1                 | 0                 | 22       | 1      | 2           | 0          |
| H. Dotzler     | 0             | 0             | 0             | 0             | 0                 | 0                 | 0                 | 0                 | 0        | 0      | 0           | 0          |
| H. Eggeling    | 6             | 0             | 0             | 0             | 0                 | 0                 | 0                 | 0                 | 6        | 0      | 0           | 0          |
| H. Feilzer     | 31            | 7             | 2             | 0             | 1                 | 0                 | 0                 | 0                 | 32       | 7      | 2           | 0          |
| R. Frömberg    | 31            | 8             | 6             | 0             | 1                 | 0                 | 0                 | 0                 | 32       | 8      | 6           | 0          |
| P. Hesselbach  | 38            | 0             | 2             | 0             | 1                 | 0                 | 0                 | 0                 | 39       | 0      | 2           | 0          |
| N. Hofmann     | 35            | 7             | 0             | 0             | 1                 | 1                 | 0                 | 0                 | 36       | 8      | 0           | 0          |
| S. Jusufi      | 31            | 0             | 1             | 0             | 1                 | 0                 | 0                 | 0                 | 32       | 0      | 1           | 0          |
| E. Köhnen      | 30            | 1             | 3             | 0             | 1                 | 0                 | 0                 | 0                 | 31       | 1      | 3           | 0          |
| P. Loontiens   | 19            | 3             | 3             | 0             | 0                 | 0                 | 0                 | 0                 | 19       | 3      | 3           | 0          |
| H. Plücken     | 7             | 1             | 0             | 0             | 0                 | 0                 | 0                 | 0                 | 7        | 1      | 0           | 0          |
| S. Pyykkö      | 6             | 0             | 0             | 0             | 0                 | 0                 | 0                 | 0                 | 6        | 0      | 0           | 0          |
| F. Raschid     | 35            | 7             | 10            | 0             | 1                 | 0                 | 1                 | 0                 | 36       | 7      | 11          | 0          |
| J. Rodríguez   | 0             | 0             | 0             | 0             | 0                 | 0                 | 0                 | 0                 | 0        | 0      | 0           | 0          |
| M. Schuhmacher | 8             | 1             | 2             | 0             | 0                 | 0                 | 0                 | 0                 | 8        | 1      | 2           | 0          |
| P. Schwarz     | 31            | 2             | 5             | 0             | 1                 | 0                 | 0                 | 0                 | 32       | 2      | 5           | 0          |
| W. Steeger     | 15            | 0             | 0             | 0             | 0                 | 0                 | 0                 | 0                 | 15       | 0      | 0           | 0          |
| W. Steubing    | 18            | 2             | 0             | 0             | 0                 | 0                 | 0                 | 0                 | 18       | 2      | 0           | 0          |
| H. Zimmer      | 26            | 3             | 4             | 0             | 1                 | 0                 | 0                 | 0                 | 27       | 3      | 4           | 0          |
| L. de Loo      | 35            | 3             | 5             | 0             | 1                 | 0                 | 0                 | 0                 | 36       | 3      | 5           | 0          |
| M. de Loo      | 0             | 0             | 0             | 0             | 0                 | 0                 | 0                 | 0                 | 0        | 0      | 0           | 0          |